# Nhóm ngôn ngữ Pamir
Nhóm ngôn ngữ Pamir là một nhóm mang tính địa lý-dân tộc trong nhóm ngôn ngữ Đông Iran, nói bởi người dân tại dãy núi Pamir, chủ yếu dọc theo sông Panj và các chi lưu của nó.
Trong thế kỷ 19, nhóm ngôn ngữ Pamir đôi khi được các học giả phương Tây gọi là nhóm ngôn ngữ Ghalchah. Thuật ngữ Ghalchah hiện nay không còn được sử dụng để chỉ nhóm ngôn ngữ Pamir hoặc người bản ngữ của nó nữa.
Một trong những nhà nghiên cứu nhiều nhất về nhóm ngôn ngữ Pamir là nhà ngôn ngữ học Liên Xô Ivan Ivanovich Zarubin.

## Phân bố địa lý
Nhóm ngôn ngữ của người Pamir được sử dụng chủ yếu ở tỉnh Badakhshan, đông bắc Afghanistan và Khu tự trị Gorno-Badakhshan ở đông Tajikistan.
Nhóm ngôn ngữ Pamir cũng được nói ở Tân Cương, tiếng Sarikol được nói vượt ra ngoài dãy núi Sarikol ở biên giới Afghanistan-Trung Quốc và do đó được coi là ngôn ngữ cực đông của các ngôn ngữ Iran còn tồn tại.
Cộng đồng nói tiếng Wakhi hiện diện ở huyện Chitral, Khyber Pakhtunkhwa và tại Gojal, Gilgit-Baltistan của Pakistan.
Thành viên tồn tại khác duy nhất của nhóm Đông Nam Iran là tiếng Pashtun.

## Phân loại
Không có đặc điểm hợp nhất các ngôn ngữ Pamir như một nhóm nhỏ duy nhất của Iran đã được chứng minh. Ethnologue liệt kê các ngôn ngữ Pamir cùng với tiếng Pashtun là Đông Nam Iran, tuy nhiên, theo Encyclopædia Iranica, nhóm ngôn ngữ Pamir và tiếng Pashtun thuộc nhánh Đông Bắc Iran.
Các thành viên của khu vực ngôn ngữ Pamir bao gồm bốn nhóm đáng tin cậy: một nhóm Shughni-Yazgulyam bao gồm Shughni, Sarikol và Yazgulyam; Munji và Yidgha; Ishkashim và các phương ngữ liên quan; và tiếng Wakhi. Chúng có hình thái cú pháp chủ ngữ-tân ngữ-động từ.

## Phân nhóm

### Nhánh Shughni-Yazgulami
Các ngôn ngữ Shughni, tiếng Sarikol và Yazgulyam thuộc nhánh Shughni-Yazgulami. Có khoảng 75.000 người nói ngôn ngữ trong nhánh này ở Afghanistan và Tajikistan (bao gồm các phương ngữ của Rushani, Bartangi, Oroshor, Khufi và Shughni). Năm 1982, có khoảng 20.000 người nói tiếng Sarikol tại Thung lũng Sarikol nằm ở huyện tự trị Tashkurgan Tajik ở tỉnh Tân Cương, Trung Quốc. Tiếng Shughni và tiếng Sarikol không thể thông hiểu lẫn nhau. (Trích dẫn?) Năm 1994, có 4.000 người nói tiếng Yazgulyam dọc theo sông Yazgulyam ở Tajikistan. Tiếng Yazgulyam không có chữ viết.
Ngôn ngữ Vanji được nói ở thung lũng sông Vanj, Khu tự trị Gorno-Badakhshan ở Tajikistan, và có liên quan đến tiếng Yazgulyam. Vào thế kỷ 19, khu vực này đã bị cưỡng chế sáp nhập vào Tiểu vương quốc Bukhara và một chiến dịch đồng hóa bạo lực đã được thực hiện. Vào cuối thế kỷ 19, tiếng Vanji đã biến mất, bị thay thế bởi tiếng Ba Tư Tajik.
Hầu hết những người nói ngôn ngữ và những người khác ở Tajikistan đều gọi các ngôn ngữ trong nhóm này là 'Pamirski' hoặc 'Pamir'.

### Nhánh Munji-Yidgha
Các ngôn ngữ Munji và Yidgha có liên quan chặt chẽ với nhau. Có khoảng 6.000 người nói tiếng Yidgha ở Thung lũng Thượng Lotkoh, huyện Chitral, Pakistan, và vào năm 1992, có khoảng 2.500 người nói tiếng Munji ở Thung lũng Munjan và Mamalgha của tỉnh Badakhshan, đông bắc Afghanistan. Munji-Yidgha chia sẻ với Bactrian một sự phát triển *ð> /l/, vắng mặt trong ba nhóm Pamir còn lại.
Một ngôn ngữ thứ ba đã biến mất có khả năng của nhánh Sarghulam, được nói ở Afghanistan cho đến đầu thế kỷ 20. Ghi nhận duy nhất được biết của ngôn ngữ là một danh sách từ được gợi ra từ một người cung cấp thông tin Munji vào năm 1916.

### Sanglech-Ishkashim
Có khoảng 2.500 người nói tiếng Sanglech và Ishkashmi ở Afghanistan và Tajikistan (phương ngữ: Sanglechi, Ishkashmi, Zebaki). Chúng không phải là ngôn ngữ viết.

### Wakhi
Có khoảng 58.000 người nói tiếng Wakhi ở Afghanistan, Tajikistan, Trung Quốc, Pakistan và Nga.

## Tình trạng
Nhóm ngôn ngữ đang bị đe dọa, với tổng số người nói khoảng 100.000 vào năm 1990.